# Francisco Martín-Moreno
Francisco Martín Moreno, más tarde Francisco Martín-Moreno, (1880-Cádiz 23 de abril de 1941) i conde de Martín Moreno, fue militar español. Promovido a General de brigada en enero de 1937, fue segundo jefe de Estado Mayor del Ejército sublevado durante la Guerra civil española.

## Biografía
Fue padre de Francisco José Martín-Moreno y González, ii conde de Martín Moreno.

## Trayectoria
Al comenzar la Guerra civil se encontraba en Marruecos; uniéndose rápidamente al Alzamiento llegó a la península junto al propio Franco. Siendo coronel de Estado Mayor, fue nombrado responsable de la oficina del Parte diario de Guerra, llamado en un primer momento Comunicado Oficial.
En enero de 1937 fue promovido a General de brigada y más tarde fue nombrado jefe del Estado Mayor del Ejército sublevado..
Al cesar la guerra, el general Martín-Moreno cesó sus funciones.
En 1961 fue nombrado póstumamente por el dictador Franco Conde de Martín Moreno, con la intención de agradecer sus servicios. El título nobiliario fue suprimido el 21 de octubre de 2022 tras la aprobación de la Ley de Memoria Democrática.